# サンミリオン
株式会社サンミリオンは、福岡県福岡市に本社を置く日本の企業。8社のグループ企業を持ち、各社は、データベースマーケティング業、コールセンターの運営・管理、不動産賃貸、広告代理店業、スポーツ用品の販売、健康食品・化粧品（プラセンタ化粧品）の販売、コンサルティング業などを行っている。

## 概要
創業は1993年。小川秀明現代表取締役会長兼社長が、健康食品・化粧品の卸業として設立したことに始まる。

## 沿革
- 1993年2月 - 資本金1500万円にて健康食品・化粧品の卸業設立
- 1995年3月 - 資本金3000万円に増資
- 2001年10月 - 福岡交通センタービル9階に本社移転
- 2001年8月 - ファミリー物流センター設立、物流業務を当社から分離
- 2004年12月 - 財団法人日本テレマ協会加盟
- 2005年3月 - 「カスタマーコミュニケーション事業部」設立
- 2005年6月 - 健康いきいき倶楽部設立、「乳酸菌革命」通販開始
- 2006年1月 - FIS大会　高松宮杯　サンミリオンCUP主催。カスタマー事業部福岡にオートコールシステム「LACS」50ブース増設
- 2006年2月 - カスタマー事業部熊本に「LACS」50ブース設置
- 2006年3月 - 資本金3300万円増資
- 2006年   - サンホールディングス設立
- 2007年1月 - ISO9001取得
- 2009年9月 - SHD博多ビルに本社移転
- 2010年9月 - サンミリオンカスタマー事業部札幌支店設立、福岡・熊本コールセンターDISHシステム160台導入
- 2012年5月 - サンミリオン札幌コールセンター　DISHシステム64台導入
- 2012年5月 - サンミリオングループ主催ビルフィッシュトーナメント開催
- 2012年11月 - (株)プロスホールディングス設立
- 2013年8月 - (株)サンミリオンマーケティング、(株)健康いきいき倶楽部を設立し、カスタマーコミュニケーション事業、通販事業を当社から分離[1]

## サンミリオン スキークラブ
2003年にスキークラブ「サンミリオン　スキークラブ（サンミリオンSC)」を設立。スキーヤーの育成とともに高松宮杯大山アルペンスキー大会FISサンミリオンカップ（サンミリオンカップ）を支援するなど、アスリートたちの活動をサポートしている。

### 主な所属選手
- 石井智也（全日本スキー選手権大会アルペンスキー競技2014年男子大回転優勝など）
- 武田竜（全日本スキー選手権大会アルペンスキー競技2011年男子回転、2013年男子回転優勝など）
- 吉越一平（全日本スキー選手権大会アルペンスキー競技2011年大男子回転、2013年男子男子スーパー複合優勝など）
- 長谷川絵美（全日本スキー選手権大会アルペンスキー競技2012年女子回転・大回転、2014年女子スーパー複合・回転・大回転優勝など）
- 水口かおり（全日本スキー選手権大会アルペンスキー競技2010年女子回転優勝など）

## グループ会社
関連持株子会社
- 株式会社 サンミリオンマーケティング - データベースマーケティング業、コールセンターの運営、管理
- 株式会社 健康いきいき倶楽部 - 健康食品の販売
- 株式会社 イデア - 基礎化粧品（イデア化粧品、イデアプラセンタ）の販売
- 株式会社 おりなす - 健康食品・基礎化粧品の販売

関連会社
- 株式会社 サンホールディングス - 投資業、不動産賃貸業
- 株式会社 ファミリー物流センター - 商品梱包・配送に伴う業務
- 株式会社 PBS - 野球塾運営（技術指導、健康管理の指導）、イベント企画・運営、スポーツ用品・関連商品販売
- 株式会社 プロスホールディングス - 保険代理店業